# Футбол у Нігері
Футбол у Нігері вважається найпопулярнішим видом спорту в країні з населенням 14 мільйонів людей.

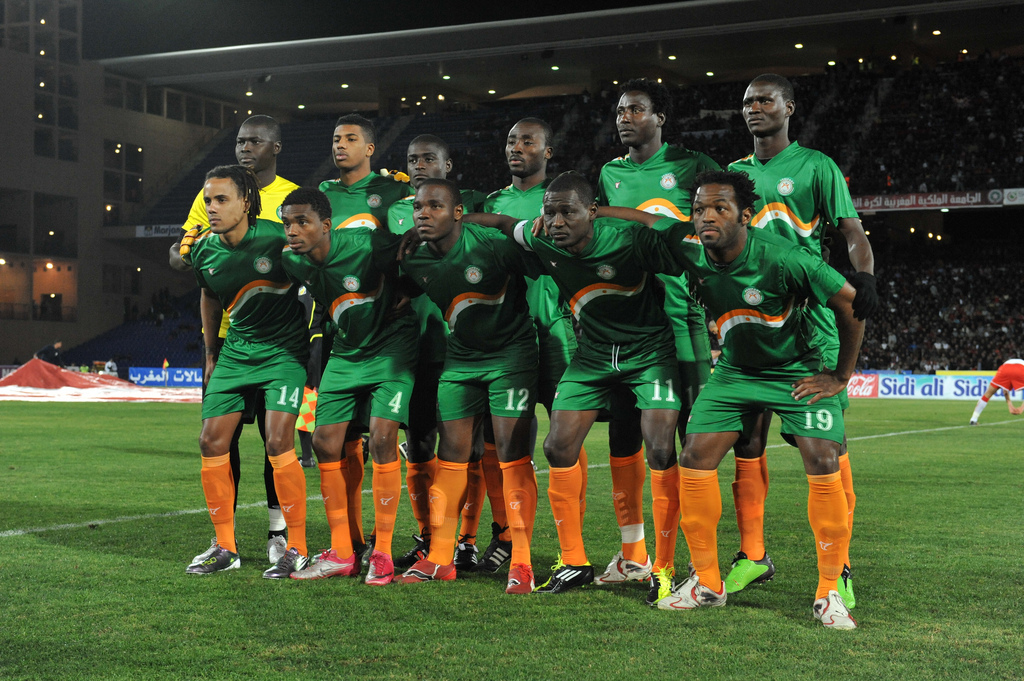
Збірна Нігеру. 2011 рік

## Міжнародний футбол
Незважаючи на свою популярність, Нігер досі не мав успіху у футболі на міжнародному рівні, ніколи не виграючи великий турнір і не маючи змоги претендувати на будь-який з чемпіонатів світу, хоча вони дійшли до чвертьфіналу кваліфікації ЧС-1982, де програли Алжиру, який пройшов кваліфікацію. Вони або не проходили кваліфікацію або були змушені відмовлятися від кожного Кубка Африканських Націй починаючи з 1969 і до 2000 року.
Станом на 2014 рік немає жодного гравця з Нігеру, який грав би в одному з європейських клубів вищого рівня.

## Внутрішні матчі
Футбол в Нігері є майже повністю аматорським, а декілька з десяти команд Прем'єр-ліги Нігеру, заснованої в 1966 році, є напівпрофесійними. Кубок Нігеру, заснований в 1974 році, відкритий для аматорських ліг по всій країні. Проте футбольні клуби столиці Ніамей, зокрема «Сахель» і «Олімпік» (Ніамей) завоювали майже дві треті усіх титулів. Крім цього є численні місцеві та національні аматорські ліги та змагання. Багато відділів уряду Нігеру, зокрема, поліція і збройні сили, спонсорують аматорські клуби.
Популярність футболу, а також пристрасть нігерського народу до міжнародного футболу була відзначена візитом до країни колишнього всесвітнього футболіст року Зінедіна Зідана в 2007 році. Оточений натовпом вболівальників на кожній зупинці, Зідан передав кошти і відвідав обидві демонстрації, як футбольну, так і в області розвитку.